# Helophorus
Helophorus es un género de escarabajos de la familia Hydrophilidae, Son insectos pequeños, que se encuentran principalmente en la región holártica (150 se encuentran en el Paleártico y 41 especies en América del Norte), pero dos o tres especies también viven en la región afrotropical, América Central y una en la región Indomalaya (norte de la India).

## Características
Presentan una longitud de unos 2–9 mm. Cuerpo alargado con contorno más o menos interrumpido entre pronoto y élitros. En el pronoto tienen una escultura granulada y un patrón único de 7 surcos longitudinales. Superficie ventral con microescultura fina, pubescente. Las larvas tienen un urogomph largo de 3 segmentos y un octavo tergum simple (no lobulado). Tienen patas de cuatro segmentos y un abdomen de 10 segmentos (con el décimo segmento un poco reducido).
Las larvas pueden dañar al trigo y brasicáceas como nabo y colza.

## Especies
- Helophorus abeillei
- Helophorus aequalis
- Helophorus alternans
- Helophorus alternatus
- Helophorus angustatus
- Helophorus angusticollis
- Helophorus aquaticus
- Helophorus arcticus
- Helophorus artus
- Helophorus arvernicus
- Helophorus asturiensis
- Helophorus auricollis
- Helophorus barbarae
- Helophorus bergrothi
- Helophorus biltoni
- Helophorus brevipalpis
- Helophorus browni
- Helophorus californicus
- Helophorus carsoni
- Helophorus chamberlaini
- Helophorus columbianus
- Helophorus croaticus
- Helophorus cuspifer
- Helophorus daedalus
- Helophorus difficilis
- Helophorus discrepans
- Helophorus dixoni
- Helophorus dorsalis
- Helophorus dracomontanus
- Helophorus eclectus
- Helophorus faustianus
- Helophorus fenderi
- Helophorus flavipes
- Helophorus fortis
- Helophorus frater
- Helophorus frosti
- Helophorus fulgidicollis
- Helophorus furius
- Helophorus glacialis
- Helophorus grandis
- Helophorus granularis
- Helophorus griseus
- Helophorus guttulus
- Helophorus hammondi
- Helophorus hatchi
- Helophorus hilaris
- Helophorus hirsutiventris
- Helophorus inflectus
- Helophorus illustris
- Helophorus jacutus
- Helophorus kaszabianus
- Helophorus kerimi
- Helophorus khnzoryani
- Helophorus kirgisicus
- Helophorus korotyaevi
- Helophorus kozlovi
- Helophorus kryzanovskii
- Helophorus lacustris
- Helophorus lapponicus
- Helophorus laticollis
- Helophorus latipennis
- Helophorus lecontei
- Helophorus ledatus
- Helophorus leechi
- Helophorus leontis
- Helophorus lewisi
- Helophorus liguricus
- Helophorus linearis
- Helophorus linearoides
- Helophorus lineatus
- Helophorus longitarsis
- Helophorus maculatus
- Helophorus marginicollis
- Helophorus mervensis
- Helophorus micans
- Helophorus minutus
- Helophorus montenegrinus
- Helophorus nanus
- Helophorus niger
- Helophorus nigricans
- Helophorus nitiduloides
- Helophorus nitidulus
- Helophorus nubilus
- Helophorus oblongus
- Helophorus obscurus
- Helophorus orchymonti
- Helophorus oregonus
- Helophorus orientalis
- Helophorus pallidipennis
- Helophorus pallidus
- Helophorus parajacutus
- Helophorus paraminutus
- Helophorus paramontanus
- Helophorus paraspelendidus
- Helophorus pitcheri
- Helophorus ponticus
- Helophorus poppii
- Helophorus porculus
- Helophorus pumilio
- Helophorus redtenbacheri
- Helophorus rinki
- Helophorus robertsi
- Helophorus rufipes
- Helophorus schoedli
- Helophorus schuhi
- Helophorus sempervarians
- Helophorus sibiricus
- Helophorus similes
- Helophorus smetanai
- Helophorus splendidus
- Helophorus strandi
- Helophorus strigifrons
- Helophorus subarcuatus
- Helophorus subcarinatus
- Helophorus syriacus
- Helophorus terminassianae
- Helophorus tuberculatus
- Helophorus tumidus
- Helophorus uvarovi
- Helophorus zagrosicus